# Serie B 1954-1955 (pallacanestro femminile)
La Serie B 1954-1955 è stata il secondo livello del 24º campionato italiano di pallacanestro femminile.
È stato impostato in 4 gironi all'italiana su base inter-regionale.

## Qualificazioni - Girone A
Partecipanti: C.S. Fiat Torino, Cestistica Savonese, Fari Genova, Libertas Livorno, Pallacanestro Necchi Pavia, Salus et Virtus Piacenza, Unione Giovane Biella (inizio il 7 novembre 1954).

### Risultati
| Risultati girone A       | TOR   | PAV   | LIV   | SAV     | BIE   | PIA     | GEN    |
| ------------------------ | ----- | ----- | ----- | ------- | ----- | ------- | ------ |
| Fiat Torino              |       | V     | 34-30 | 35-23   | V     | 52-29   | 69-29  |
| GS Necchi Pavia          | 52-45 |       | 49-33 | 46-41   | 64-35 | 63-17   | 82-28  |
| Libertas Livorno         | 38-42 | 40-36 |       | 36-30   | 36-34 | V       | 36-22  |
| Cestistica Savonese      | 26-22 | 35-46 | 28-28 |         | 42-48 | 32-27   | 50-18  |
| Unione Giovane Biella    | 37-46 | 33-66 | P     | V       |       | V       | 23-8 * |
| Salus et Virtus Piacenza | 31-48 | P     | 32-30 | 31-30 * | 35-35 |         | V      |
| Fari Genova              | 37-73 | 40-46 | P     | 25-53   | V     | 44-36 * |        |

I risultati con un asterisco sono da confermare nel punteggio; V significa Vinta dalla squadra di casa, P significa Persa.

### Classifica
|  |    | Classifica Serie B - Girone A | Pt | G  | V  | P  | N | PtF | PtS |
|  | -- | ----------------------------- | -- | -- | -- | -- | - | --- | --- |
|  | 1. | Fiat Torino                   | 20 | 12 | 10 | 2  | 0 |     |     |
|  | 1. | GS Necchi Pavia               | 20 | 12 | 10 | 2  | 0 |     |     |
|  | 3. | Libertas Livorno              | 15 | 12 | 7  | 4  | 1 |     |     |
|  | 4. | Cestistica Savonese           | 9  | 12 | 4  | 7  | 1 |     |     |
|  | 4. | Unione Giovane Biella         | 9  | 12 | 4  | 7  | 1 |     |     |
|  | 6. | Salus et Virtus Piacenza      | 7  | 12 | 3  | 8  | 1 |     |     |
|  | 7. | Fari Genova                   | 4  | 12 | 2  | 10 | 0 |     |     |

- SPAREGGIO, 7 marzo 1955: Fiat Torino - GS Necchi Pavia 40-38
- Fiat Torino qualificata alla fase finale nazionale

## Qualificazioni - Girone B
Partecipanti: CUS Milano, G.S. Michelin Trento, Giocattolo Scudetto Bologna, Magazzini Standa Milano, Mercantile Trieste, Padovasport (inizio il 21 novembre 1954).

### Risultati
| Risultati girone B          | SMI   | TRI   | CMI   | PAD   | TRE   | BOL     |
| --------------------------- | ----- | ----- | ----- | ----- | ----- | ------- |
| Magazzini Standa Milano     |       | 54-37 | 41-26 | 46-24 | 47-26 | 54-47   |
| Mercantile Trieste          | 44-46 |       | 52-33 | 65-53 | 42-36 | 58-39   |
| CUS Milano                  | 34-46 | 31-46 |       | 29-41 | 34-19 | 52-27   |
| Padovasport                 | 31-38 | 34-46 | ??    |       | 41-43 | 51-43 * |
| G.S. Michelin Trento        | 30-61 | 36-39 | 38-38 | 40-43 |       | V       |
| Giocattolo Scudetto Bologna | 26-57 | 31-31 | 28-42 | 33-41 | 30-35 |         |

I risultati con un asterisco sono da confermare nel punteggio; V significa Vinta dalla squadra di casa, P significa Persa. Manca l'esito di una partita.

### Classifica
|  |    | Classifica Serie B - Girone B | Pt | G  | V  | P | N | PtF | PtS |
|  | -- | ----------------------------- | -- | -- | -- | - | - | --- | --- |
|  | 1. | Magazzini Standa Milano       | 20 | 10 | 10 | 0 | 0 |     |     |
|  | 2. | Mercantile Trieste            | 15 | 10 | 7  | 2 | 1 |     |     |
|  |    | CUS Milano                    | 7  | 9  | 3  | 5 | 1 |     |     |
|  |    | Padovasport                   | 8  | 9  | 4  | 5 | 0 |     |     |
|  |    | G.S. Michelin Trento          | 7  | 10 | 3  | 6 | 1 |     |     |
|  | 6. | Giocattolo Scudetto Bologna   | 1  | 10 | 0  | 9 | 1 |     |     |

- Magazzini Standa Milano qualificata alla fase finale nazionale

## Qualificazioni - Girone C
Partecipanti: A.P. Napoli, A.S. Roma, CUS Palermo, Fari Roma, Maurolico Messina, Pallacanestro Partenope Napoli, S.A.F. Bari (inizio il 7 novembre 1954).

### Risultati
| Risultati girone C             | ASR   | MES   | BAR   | PPN   | FAR   | APN   | PAL   |
| ------------------------------ | ----- | ----- | ----- | ----- | ----- | ----- | ----- |
| A.S. Roma                      |       | 42-29 | 43-26 | 41-32 | 31-29 | 48-24 | 39-32 |
| Maurolico Messina              | 24-19 |       | 57-21 | 36-27 | 35-31 | 43-32 | 55-43 |
| S.A.F. Bari                    | 29-27 | 40-40 |       | 46-52 | 41-34 | 47-28 | 40-39 |
| Pallacanestro Partenope Napoli | 32-35 | 40-39 | 23-29 |       | 43-41 | 38-33 | 54-48 |
| Fari Roma                      | 36-33 | 47-49 | 49-42 | 30-32 |       | 30-31 | 49-42 |
| A.P. Napoli                    | 30-31 | 32-39 | 28-32 | 40-38 | 26-36 |       | 28-23 |
| CUS Palermo                    | 31-44 | 47-47 | 26-24 | 35-34 | 40-48 | 30-31 |       |

### Classifica
|  |    | Classifica Serie B - Girone C  | Pt | G  | V | P | N | PtF | PtS |
|  | -- | ------------------------------ | -- | -- | - | - | - | --- | --- |
|  | 1. | A.S. Roma                      | 18 | 12 | 9 | 3 | 0 |     |     |
|  | 1. | Maurolico Messina              | 18 | 12 | 8 | 2 | 2 |     |     |
|  | 3. | S.A.F. Bari                    | 13 | 12 | 6 | 5 | 1 |     |     |
|  | 4. | Pallacanestro Partenope Napoli | 12 | 12 | 6 | 6 | 0 |     |     |
|  | 5. | Fari Roma                      | 10 | 12 | 5 | 7 | 0 |     |     |
|  | 6. | A.P. Napoli                    | 8  | 12 | 4 | 8 | 0 |     |     |
|  | 7. | CUS Palermo                    | 5  | 12 | 2 | 9 | 1 |     |     |

- SPAREGGIO, 7 marzo 1955:A.S. Roma - Maurolico Messina 44-32
- A.S. Roma qualificata alla fase finale nazionale

## Finale Nazionale

### Calendario
26/3/1955 C.S. Fiat Torino - A.S. Roma 43-35
27/3/1955 C.S. Fiat Torino - Magazzini Standa Milano 55-35
28/3/1955 A.S. Roma - Magazzini Standa Milano 42-40

### Classifica
|  | Pos. | Squadra                 | Pt | G | V | N | P | PtF | PtS |
|  | ---- | ----------------------- | -- | - | - | - | - | --- | --- |
|  | 1.   | Fiat Torino             | 4  | 2 | 2 | 0 | 0 | 98  | 70  |
|  | 2.   | A.S. Roma               | 2  | 2 | 1 | 0 | 1 | 77  | 83  |
|  | 3.   | Magazzini Standa Milano | 0  | 2 | 0 | 0 | 2 | 75  | 97  |

Legenda:
      Promossa in Serie A 1955-1956.
Regolamento:
Due punti a vittoria, uno al pareggio, zero alla sconfitta.

## Verdetti
- Promosse in Serie A 1955/56: Fiat Torino
Banchero, Della Pietra, Ogrisovich, Manfredi, Rossi, Fabbri, Maiorino, Mesin, Vascotto, Frola[1]
- Retrocesse in serie C 1955-56 Giocattolo Scudetto Bologna e Fari Stovil Genova.